# Slag bij Ostia
De Slag bij Ostia vond plaats in 849 tussen Saraceense piraten en een Italiaanse Liga bestaande uit de Pauselijke Staat, het hertogdom Napels en enkele andere kleinere Italiaanse hertogdommen.

## Aanloop
In 827 waren de moslims begonnen met het veroveren van Sicilië. In 846 volgde een aanval en plundering van Rome waarbij verschillende basilieken werden geplunderd zoals onder andere ook de Oude Sint-Pietersbasiliek.

## Slag
Het nieuws van het verzamelen van Saraceense schepen voor de kust van Sardinië bereikte Rome in 849. Hierop werd een christelijke armada gevormd uit schepen uit Rome, Napels, Gaeta en Amalfi. Deze vloot kwam onder het commando van Caesar van Napels, een zoon van de hertog van Napels. Voor haar vertrek uit Ostia zegende paus Leo IV de vloot en de soldaten. Zodra men uitzeilde raakte het slaags met de Saraceense vloot. Al snel stak er echter een storm op waardoor de vloten de strijd moesten staken. De christelijke vloot bereikte veilig haar haven, maar de Saraceense was uiteengeslagen en kon makkelijk worden vernietigd door de Italianen.

## Nasleep
Tijdens de slag waren vele gevangenen gemaakt en paus Leo IV liet hen meebouwen aan zijn nieuwe verdedigingsmuur van Rome. Het zou tevens de laatste keer zijn geweest dat Rome last zou hebben van een Arabische aanval.